# I'm Free (canción de The Who)
«I'm Free» es una canción del grupo británico The Who, publicada en el álbum de estudio Tommy. La canción, compuesta por el guitarrista Pete Townshend, fue publicada como segundo sencillo del álbum. Dentro de la trama del álbum, «I'm Free» relata la visión de Tommy para iluminar a otros espiritualmente debido a su repentina e inmensa popularidad. El riff de «Pinball Wizard» aparece en la parte final de la canción. Fue utilizada como parte de la lista de canciones en la gira de promoción de Tommy entre 1969 y 1970, a menudo conectada con «Sensation», incluyendo en la película de 1975 y en el musical de Broadway. 
Durante las giras de 1975 y 1976, «I'm Free» fue reintegrada en el repertorio de canciones, con un nuevo riff de guitarra. El sencillo alcanzó el puesto 37 en la lista estadounidense Billboard Hot 100 y el veinte en Holanda.

## Versiones
En 1997, la banda de rock cristiano Geoff Moore and the Distance versionó la canción dentro del álbum Threads. En 2002, The Who la interpretó dentro de su gira por Estados Unidos, en una versión similar a la de la gira de 1975. Sin embargo, fue eliminada del repertorio habitual después de la muerte de John Entwistle. 
En 2004, Neal Morse, Rany George y Mike Portnoy publicaron una versión combinada con la instrumental «Sparks» en la edición especial del álbum One. La canción fue reeditada en el álbum Cover to Cover. En 2009, The Smithereens incluyeron la canción en el álbum tributo The Smithereens Play Tommy. 

## Personal
- Roger Daltrey: voz
- John Entwistle: bajo
- Pete Townshend: guitarra
- Keith Moon: batería